# Serendipaceratops
Genre
Espèce
Serendipaceratops est un genre hypothétique de dinosaures ornithischiens du Crétacé retrouvé en Australie et dont le seul représentant est l'espèce-type, Serendipaceratops arthurcclarkei, décrite en 2003 par Tom Rich (d) et Patricia Vickers-Rich (en).

## Historique
Le genre est basé sur l'holotype NMV P186385, constitué d'un ulna gauche découvert en 1993 près de Kilcunda (en), sur la côte sud-est de Victoria. Il a été découvert dans le cadre du projet Dinosaur Cove.
Le genre est considéré comme nomen dubium par certains chercheurs. Mais Thomas Hewitt Rich et al. (2014) valident le genre (et l'espèce) et le classent dans les Ceratopsia,.

## Systématique
Le nom valide complet (avec auteur) de ce taxon est Serendipaceratops Rich (d) & Vickers-Rich (d), 2003.

### Étymologie
Le nom générique fait référence à la sérendipité. 
L'épithète spécifique, arthurcclarkei, a été donnée en l'honneur de l'auteur de science-fiction Arthur C. Clarke.